# Gastropotens
Gastropotens es un producto ficticio creado por el cineasta Pablo Llorens, fue llevado a las pantallas en un cortometraje en 1990 con el mismo nombre.

## Sinopsis
Desde el espacio exterior llega un terrible amenaza con malignas y gargantuescas que afectarán gástricamente a nuestro amigo Bobi.